# Britisk Østafrika
Britisk Østafrika (engelsk: East Africa Protectorate eller Britisk East Africa) var et britisk protektorat i Østafrika, der dækkede nogenlunde det nuværende Kenya, i alt ca. 639.209 km². Det gik fra det Indiske Ocean i øst til Uganda og Great Rift Valley. Området blev kontrolleret af Storbritannien fra slutningen af det 19. århundrede og opstod ud fra britiske handelsinteresser i 1880'erne. I 1920 overgik området til at blive en koloni under navnet Kenya.

## Administration
Europæiske missionærer begyndte at slå sig ned i området fra Mombasa til Kilimanjaro i 1840'erne, på det tidspunkt nominelt under protektion af sultanen af Zanzibar. I 1886 opmuntrede den britiske regering William Mackinnon, der allerede havde en aftale med sultanen, og hvis skibe handlede i større eller mindre grad i Østafrika, til at skabe en egentlig britisk base i området. Mackinnon dannede derpå British East Africa Association, der førte til at Imperial British East Africa Company i 1888 fik eneret på handel og den første bemyndigelse til at administrere området. Geografisk var der tale om en strækning på 240 km på kysten mellem floden Tana via Mombasa til Tysk Østafrika i syd, som man forpagtede af sultanen. Den britiske indflydelsessfære, som blev godkendt på Berlinkonferencen i 1885, strakte sig fra kysten og indad over det senere Kenya og fra 1890 til og med Uganda. På det tidspunkt var Mombasa det administrative centrum.
Imidlertid fik kompagniet problemer med at klare opgaven, så 1. juli 1890 proklamerede den britiske regering området som et protektorat og overførte administrationen fra kompagniet til udenrigsministeriet. I 1902 overgik administrationen til kolonikontoret under koloniministeriet, og i den forbindelse blev Uganda-området lagt ind i protektoratet. Samme år fik East Africa-syndikatet tildelt et område på 1.200 km² i højlandsområdet til bosættelser for de hvide. I 1905 skiftede hovedstaden til Nairobi, og i 1906 blev der ved en bekendtgørelse ændret på ledelsesstrukturen, så det blev en guvernør, der stod i spidsen for protektoratet, lige som der blev givet lovgivende og udøvende magtbeføjelser til området. Oberstløjtnant J. Hayes Sadler blev den første guvernør og øverstbefalende. 23. juli 1920 blev protektoratet omdannet til Kenya-kolonien.

## Udvikling
Efter 1896 begyndte der at komme indiske immigranter til området, hvor de virkede som pengeudlånere, handlende og håndværkere. Raceadskillelse blev normaliseret med europæerne, der gav højlandet til sig selv. Andre begrænsninger omfattede handelsmæssig og beboelsesmæssige opdeling i byerne samt begrænsning af den indiske indvandring. Ikke desto mindre voksede den indiske andel af befolkningen, så der i 1919 var dobbelt så mange af dem som af europæerne. Indien havde som kronkoloni visse privilegier, men det var uklart, om inderne Østafrika skulle regnes som indbyggere i det Britiske Imperium eller som undersåtter af anden race.
I april 1902 indsendte East Africa Syndicate ansøgning om land i Britisk Østafrika. Finansmænd fra British South Africa Company viste interesse i syndikatet, der først ansøgte om 500 m², senere om noget større arealer, heriblandt et stort område tilhørende en jødisk bosættelse. I april 1903 sendte Frederick Russell Burnham, berømt spejder og direktør for syndikatet, en ekspedition bestående af John Weston Brooke og andre ud for at vurdere mineralmængderne i regionen. Ekspeditionen, der blev kendt som de fire B'er (alle ledernes navne begyndte med B), rejste fra Nairobi via Mount Elgon nordpå til vestbredden af Lake Rudolph, hvorunder de led store afsavn i form af vandmangel og oplevede farer ved mødet med masaier. Da der i 1903 ankom hundredvis af nybyggere, mest fra Sydafrika, opstod spørgsmålet om masaiernes ret til græsgange for deres kvæg, og man besluttede derpå at undlade at udstykke flere store landområder.
I udøvelsen af kolonipolitikken opstod der en strid mellem Charles Eliot, på det tidspunkt kommissær for Britisk Østafrika, og lord Lansdowne, den britiske udenrigsminister. Lansdowne mente sig bundet af løfter givet til East Africa Syndicate og besluttede derfor, at det skulle tildeles forpagtning af et område på 1.300 km², som det havde ansøgt om. Efter at have konsulteret officielle repræsentanter, der var i London på det tidspunkt, nægtede han Eliot at forpagte 130 km² til to ansøgere fra Sydafrika. Oven på dette opsagde Eliot sin stilling og gav sin begrundelse i et åbent telegram til Storbritanniens premierminister, dateret Mombasa 21. juni 1904, således: Lord Lansdowne beordrede mig til at afvise at give land til nogle private ansøgere samt give monopol på land på urimeligt favorable vilkår til East Africa Syndicate. Jeg har nægtet at udføre disse instruktioner, som jeg finder uretfærdige og ukloge. Derpå blev Donald William Stewart, der var kommissær i Ashanti (Ghana) som Eliots efterfølger.

## Frimærker og postvæsen
Territoriet havde eget postsystem i 1890'erne. Allerede i 1890 etablerede British East Africa Company postkontorer i Mombasa og Lamu, hvor man i første omgang brugte britiske frimærker, hvorpå der var trykt værdierne ½, 1 og 4 anna samt teksten "British East Africa Company". Fra efteråret samme år trykte kompagniet sine egne frimærker. Et postvæsen for dette territorium alene eksisterede til 1901, hvor det blev samlet med Ugandas postvæsen.